# Estação Boulogne - Jean Jaurès
Boulogne - Jean Jaurès é uma estação da linha 10 do Metrô de Paris, localizada na comuna de Boulogne-Billancourt.

## Localização
A estação está situada na rue du Château (D 102), entre o cruzamento com o boulevard Jean-Jaurès (D 2) e a rue Fessart. Em direção à Gare d'Austerlitz, precede o circuito de Auteuil, que marca a entrada da linha no território de Paris. Aproximadamente orientada ao longo de um eixo leste-oeste, ela é inserida entre Boulogne - Pont de Saint-Cloud (terminal oeste), por um lado, e Porte d'Auteuil (depois de Gare d'Austerlitz) ou Michel-Ange - Molitor (em direção a Gare d'Austerlitz), por outro lado.

## História

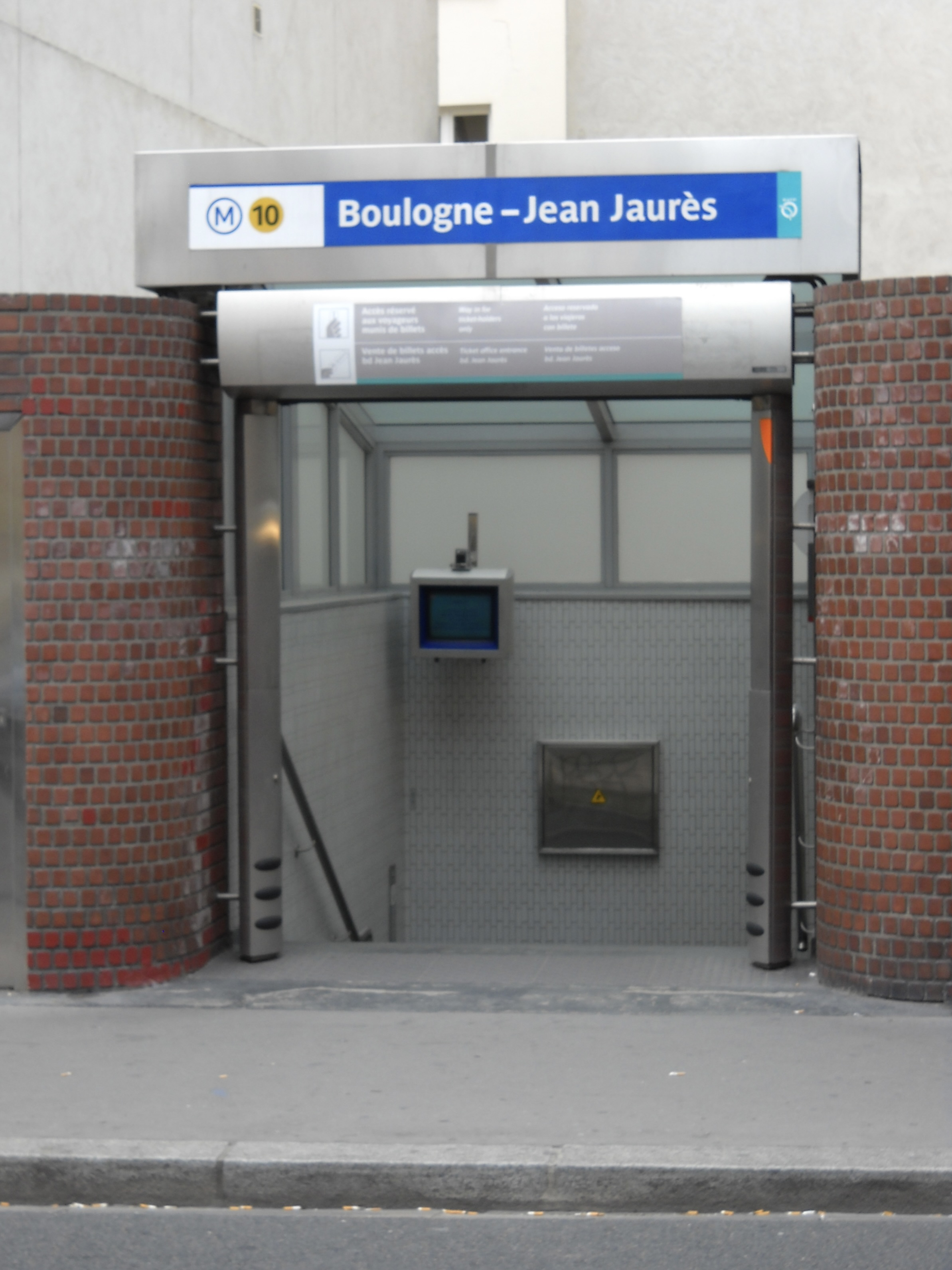
O acesso secundário da estação

A estação foi aberta em 3 de outubro de 1980, marcando a primeira fase de uma extensão destinada a atender os bairros do norte de Boulogne, distantes da linha 9. Ela constituiu temporariamente o terminal ocidental da linha 10 (depois de Gare d'Austerlitz), substituindo o terminal de Porte d'Auteuil até 2 de outubro de 1981, data em que a extensão a Boulogne - Pont de Saint-Cloud foi aberta. As manobras dos trens eram realizadas anteriormente através de um aparelho de mudança de via localizado atrás da estação.
Ela deve sua denominação de uma parte à sua implantação no território de Boulogne-Billancourt e, da outra, à sua proximidade com o boulevard Jean-Jaurès, que presta homenagem a Jean Jaurès, orador e socialista parlamentar assassinado no início da Primeira Guerra Mundial à qual ele se opôs ao desenrolar. Ele também é homenageado na estação Jaurès nas linhas 2, 5 e 7 bis.
O serviço da estação é garantido inicialmente apenas por um trem de dois até as 18 h 40, o restante das circulações retornando para o leste pela extremidade oeste do circuito de Auteuil. Posteriormente, todos os trens param por aí, com exceção do primeiro serviço diário, além de algumas outras missões raras durante a semana no início da horário de pico.
Em 2011, 3 748 047 passageiros entraram nesta estação. Em 2012, foram 3 881 029 passageiros. Ela contou 3 847 782 passageiros em 2013, o que a coloca na 134ª posição das estações de metrô por sua frequência em 302.

## Serviços aos passageiros

### Acessos
A estação possui três entradas constituídas por escadas fixas:
- O acesso 1 "Boulevard Jean-Jaurès, rue du Château, lado números ímpares", completada com um mastro com um "M" amarelo dentro de um círculo, levando à direita do no 25 deste boulevard;
- O acesso 2 "Boulevard Jean-Jaurès, rue du Château, lado números pares", também tem um totem "M" amarelo, se situando face ao no 23 do boulevard;
- O acesso 3 "Rue du Château" consistindo de uma edícula em vidraria estabelecida em alinhamento com os edifícios da calçada par da rua, entre os números 126 bis e 138.

### Plataformas
Boulogne - Jean Jaurès é uma estação de configuração particular: devido à estreiteza da rua sob a qual é construída, ela possui uma plataforma central enquadrada pelas duas vias do metrô. Os pés-direitos são verticais e suportam um teto semi-elíptico coberto com uma flocagem corta-fogo preta. A decoração é uma variação do estilo “Andreu-Motte” com um dispositivo de iluminação suspensa além de pequenas telhas em cerâmica planas e finas, em branco acinzentado nos pés-direitos e em bordô no entorno das escadas de acesso. Os quadros publicitários são metálicos e o nome da estação está inscrito em letras maiúsculas em placas esmaltadas. Os assentos são de estilo "Akiko" de cor bordô.

### Intermodalidade
A estação é servida pelas linhas 52 e 123 da rede de ônibus RATP.